# جوان أرشيبالد
جوان أرشيبالد هي مبارزة بالسيف كندية، ولدت في 3 مارس 1913 في مونتريال في كندا، وتوفيت في 28 أكتوبر 2002.

## وصلات خارجية
- جوان أرشيبالد على موقع أوليمبيديا (الإنجليزية)